# Franziskanerkloster Boppard

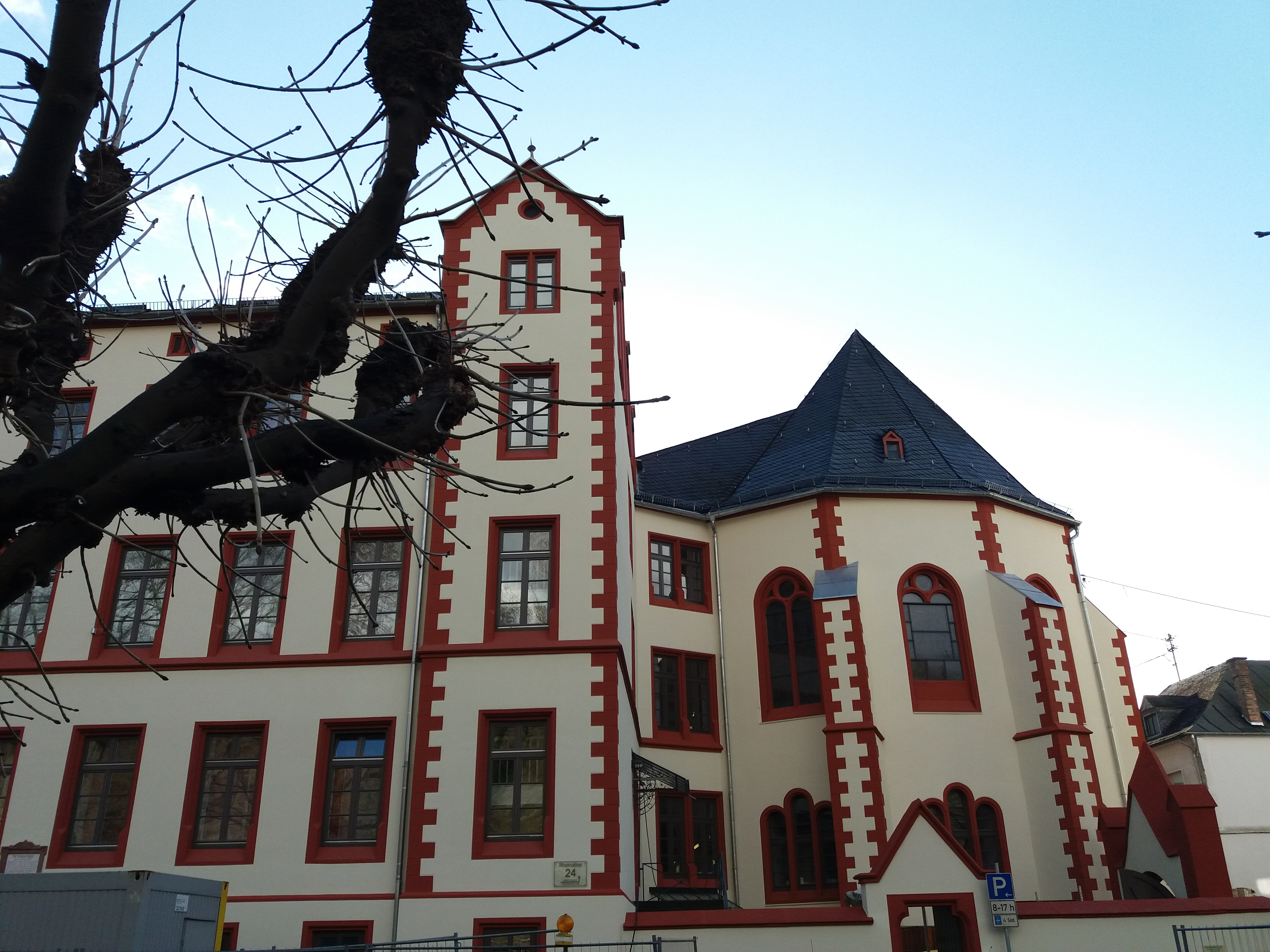
Das ehemalige Franziskanerkloster von der Rheinseite

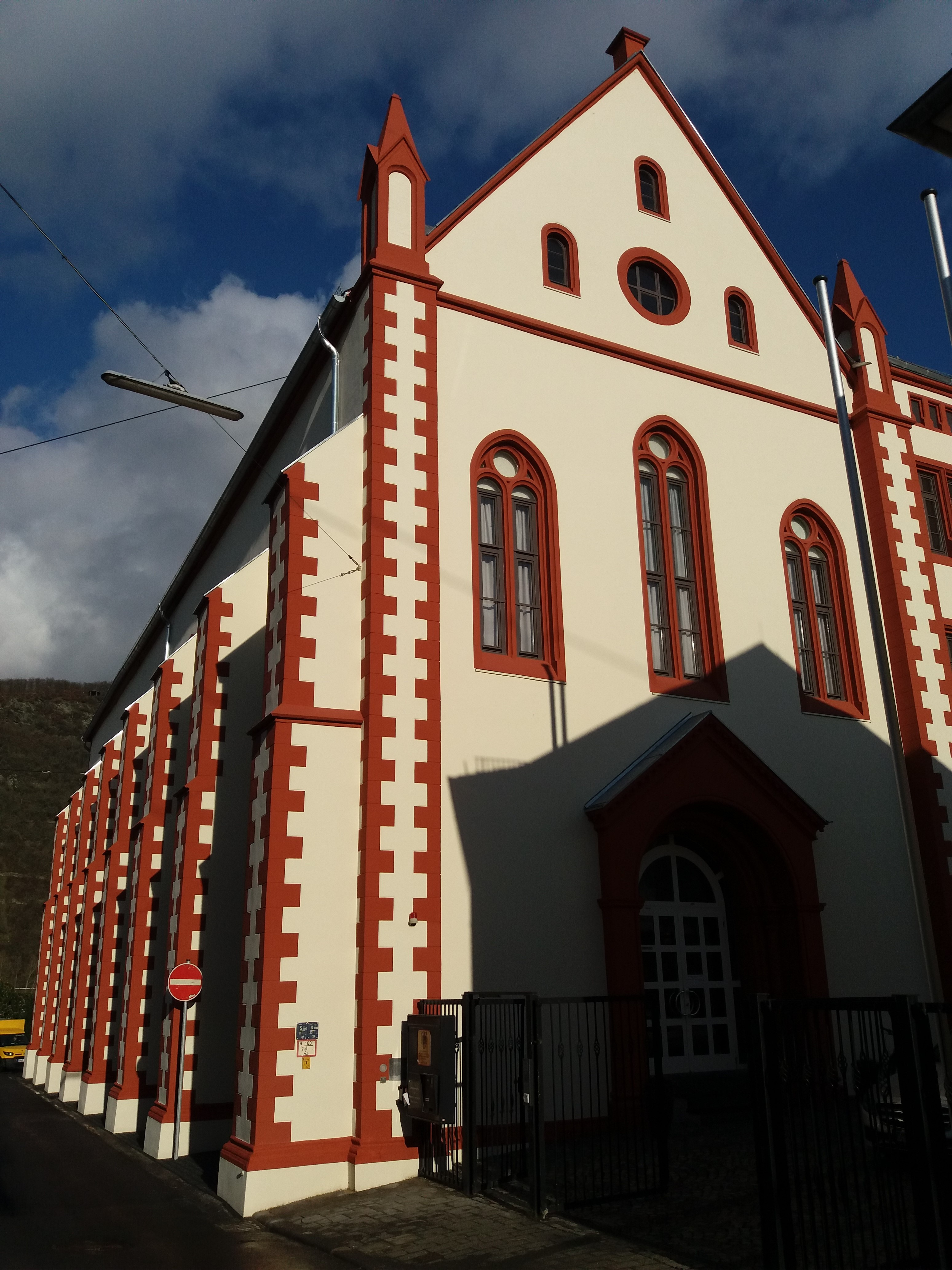
Blick auf den Eingang der ehemaligen Klosterkirche

Das Franziskanerkloster in Boppard ist eine ehemalige Klosteranlage aus dem 17. bzw. 19. Jahrhundert, die heute gemeinsam mit dem angrenzenden Ritter-Schwalbach-Haus als Seminargebäude der Bundesakademie für öffentliche Verwaltung genutzt wird.

## Lage
Das Kloster befindet sich innerhalb der im 13. Jahrhundert errichten Stadtbefestigung der Oberstadt von Boppard. Es liegt unmittelbar an der Rheinallee, während im Osten die heute noch bestehende Stadtmauer das Gelände abschließt. Südlich liegt das frühere Katasteramt und östlich verläuft die Ordensritterstraße.

## Geschichte
Die Franziskaner der Kölnischen Franziskanerprovinz (Colonia) waren bereits zu Beginn des 17. Jahrhunderts von ihrer Koblenzer Niederlassung aus in Boppard seelsorgerisch tätig. Der Wunsch, ein eigenes Kloster in Boppard zu errichten, wurde durch den örtlichen Pfarrer sowie einflussreiche Bürger unterstützt, und so erhielt der Orden 1623 durch Kurfürst Lothar von Metternich von Trier die Erlaubnis, sich in Boppard anzusiedeln. Die Ordensbrüder ließen sich daraufhin zunächst in einem Wohngebäude in der Judengasse (heute Eltzerhofstraße) nieder und bekamen von den bereits im Kloster St. Martin ortsansässigen Franziskanerinnen die Walburgiskapelle zur Verfügung gestellt, bis sie 1628 in ein größeres Anwesen umziehen konnten, wo es ihnen auch möglich war, eine erste eigene Kapelle zu errichten. Im Jahr 1660 konnte dann auf dem heutigen Gelände der Grundstein für ein Klostergebäude gelegt werden.  Schließlich konnte der Orden zwischen 1683 und 1686 mit der Unterstützung des Kölner Domkanonikers Georg von Eischen angrenzend an das Kloster auch eine Klosterkirche errichten.
Neben ihren seelsorgerischen Aktivitäten gründeten die Franziskaner 1764 mit Genehmigung des Trierer Kurfürsten Johann IX. Philipp von Walderdorff die erste Lateinschule in Boppard. Zu dieser Zeit hatte der Konvent in der Regel 18 Mitglieder.
Im Zuge der Säkularisation 1802 wurde das Franziskanerkloster aufgehoben. Die Lateinschule wurde in das ebenfalls aufgehobene Karmeliterkloster verlegt und in eine städtische Schule umgewandelt, aus der das heutige Kant-Gymnasium hervorging. Die ehemalige Klosterkirche ging in den Besitz der katholischen Kirchengemeinde St. Severus über und wurde zunächst als Lazarett und später als Holzmagazin genutzt. Das Archiv sowie die Bibliothek des Klosters gingen in dieser Zeit verloren. Das frühere Klostergebäude kam dagegen in Privatbesitz und wurde 1853 durch den preußischen Staat zur Errichtung eines Lehrerseminars erworben. Da hierzu auch die angrenzende Kirche genutzt werden sollte, tauschten Stadt und Kirchengemeinde 1856 die Franziskanerkirche sowie die Karmeliterkirche untereinander, die Kirchengemeinde stellte allerdings die Bedingung, dass es sich um ein katholisches Lehrerseminar handeln müsse.
Während die ehemalige Klosterkirche bestehen blieb, wurden zwischen 1864 und 1868 an Stelle der früheren Klostergebäude Neubauten errichtet, in denen dann ein katholisches Lehrerseminar untergebracht wurde. Ab 1926 wurde es als staatliche Lehrerfortbildungsanstalt fortgeführt und während des Zweiten Weltkriegs geschlossen. 1945 wurde die Anlage noch kurzzeitig durch die Gauleitung der NSDAP genutzt.
Nach dem Zweiten Weltkrieg wurde die Anlage zunächst durch französische Besatzungstruppen beschlagnahmt. Von 1954 bis 1983 wurde hier ein staatliches Aufbaugymnasium eingerichtet, und nach umfangreichen Sanierungsmaßnahmen ist das frühere Kloster einschließlich der ehemaligen Klosterkirche und dem angrenzenden Ritter-Schwalbach-Haus seit 1987 ein Seminargebäude der Bundesakademie für Öffentliche Verwaltung.

## Baubeschreibung
Die heute noch bestehende Klosterkirche wurde in gotisierendem Barock errichtet. Es handelt sich um einen langgestreckten, einschiffigen Saalbau mit dreiseitigem Schluss und außen abgestuften Strebepfeilern sowie Maßwerkfenstern. Das Innere ist durch ein Kreuzrippengewölbe geprägt. Auf dem Dach befand sich früher ein Dachreiter mit geschweifter Haube.
Im Rahmen der Baumaßnahmen zur Mitte des 19. Jahrhunderts wurde in die Kirche eine Zwischendecke eingezogen. Im dadurch neu entstandenen Obergeschoss wurde unter anderem auch eine Kapelle eingerichtet.

## Denkmalschutz
Seit 2002 ist die ehemalige Klosteranlage Teil des UNESCO-Welterbes Oberes Mittelrheintal. Außerdem ist der Gebäudekomplex als eingetragenes Kulturdenkmal im Sinne des Denkmalschutz- und -pflegegesetzes (DSchG) des Landes Rheinland-Pfalz geschützt.